# Taharana prionophylla
Taharana prionophylla är en insektsart som beskrevs av Zhang 1990. Taharana prionophylla ingår i släktet Taharana och familjen dvärgstritar. Inga underarter finns listade i Catalogue of Life.